# David Miliband

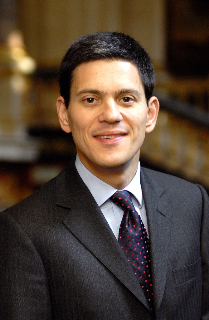
David Miliband

David Wright Miliband (* 15. Juli 1965 in London) ist ein früherer britischer Politiker (Labour Party) und war von 2007 bis 2010 Außenminister des Vereinigten Königreichs. Seit 2013 ist er Präsident des International Rescue Committee mit Sitz in New York.

## Leben
Miliband wurde als Sohn des Ehepaars Ralph Miliband und Marion Kozak, beide Politologen und aus jüdischen Familien in Belgien und Polen stammend, geboren. Sein Bruder Ed Miliband ist ebenfalls Politiker und seit 2024 Minister im Kabinett von Keir Starmer. Er studierte Philosophie, Politik und Wirtschaft am Corpus Christi College der University of Oxford und schloss dort als Bachelor ab. Den Grad des Master erlangte er anschließend als Kennedy-Stipendiat am Massachusetts Institute of Technology. 1989 bis 1994 war Miliband als Research Fellow am Institute for Public Policy Research und 1992 bis 1994 als Sekretär der Kommission für soziale Gerechtigkeit tätig.
Miliband ist mit der Geigerin Louise Shackelton verheiratet und hat zwei Adoptivsöhne.
Miliband war zwischen Februar 2011 und dem 31. März 2013 im Vorstand des Fußballvereins AFC Sunderland und war auch ein nicht-geschäftsführender Direktor des Vereins. Als Grund für seinen Rücktritt gab er die Verpflichtung von Paolo Di Canio als Cheftrainer an, mit dem er wegen dessen politischen Ansichten nicht zusammenarbeiten könne.
Die sowjetisch-russische Bibliografin Sofja Dawidowna Miliband war die Cousine Ralph Milibands.

## Politik

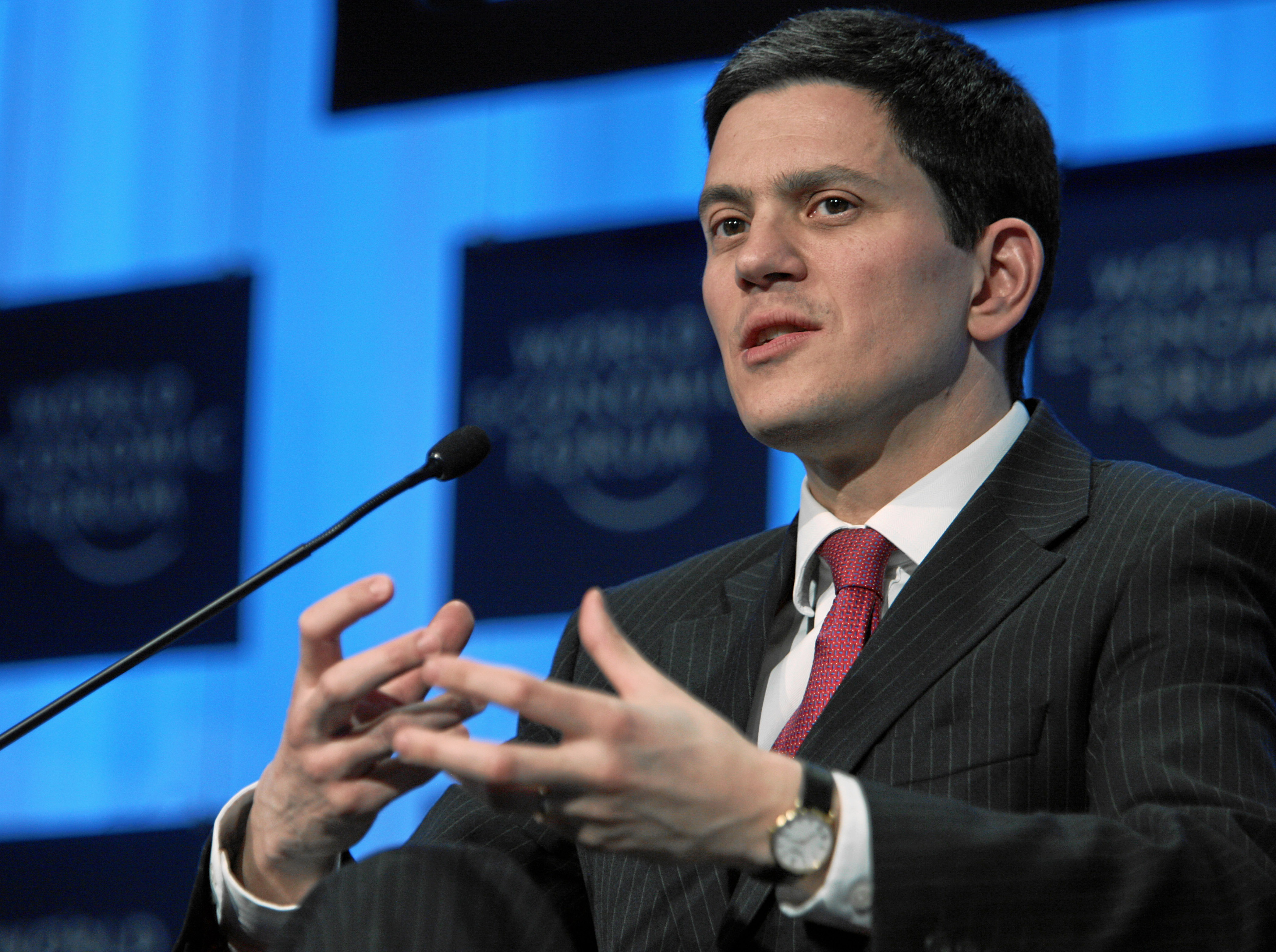
Miliband während des WEFs 2010

Miliband war für Tony Blair zunächst als Chef der Planungsabteilung im Büro des Oppositionsführers und später als Chef des Planungsstabs des Premierministers tätig. Im Juni 2001 wurde er im Wahlkreis South Shields als Abgeordneter in das House of Commons gewählt. 2002 wurde er dann zum Staatsminister für Schulen und am 15. Dezember 2004 zum Kabinettsamtsminister ernannt. Im Mai 2005 erfolgte die Berufung in das Kabinett auf den neugeschaffenen Posten des Ministers für Communities und Kommunalwesen. 2006 wurde er Umweltminister und war als solcher zuständig für Umweltschutz, Ernährung, Landwirtschaft, Gartenbau, Fischerei und ländliche Angelegenheiten. Er vertrat das Vereinigte Königreich in diesem Zusammenhang im Agrar- und Fischerei- und Umweltministerrat der Europäischen Union. Miliband galt als Blairs Wunschnachfolger als Premierminister, lehnte dies aber ab, wodurch es Gordon Brown möglich wurde, Blairs Nachfolge anzutreten.
Im Juni 2007 wurde er vom neuen Premierminister Gordon Brown zum seit Jahrzehnten jüngsten Außenminister des Vereinigten Königreiches ernannt. Miliband galt zum Zeitpunkt seiner Ernennung als Gegner des Irakkriegs.
Sein Bruder Ed Miliband errang 2005 für die Labour-Partei einen Sitz im House of Commons und wurde im Juni 2007 ebenfalls Mitglied der britischen Regierung.
Vor dem Parteitag der Labour-Party 2008 war Miliband als möglicher Nachfolger des in Umfragen angeschlagenen Brown im Gespräch. Er lehnte es aber ab, direkt gegen Brown anzutreten. Zudem wurde er für den neu zu schaffenden Posten eines EU-Außenministers ins Gespräch gebracht.
Am 25. September 2010 unterlag er seinem vier Jahre jüngeren Bruder Ed bei der Wahl zum Vorsitzenden der Labour Party knapp mit 49 Prozent gegenüber 51 Prozent der Stimmen.
Am 29. September 2010 gab Miliband bekannt, dass er sich aus der ersten Reihe der Politik zurückziehen werde. Im März 2013 wurde bekannt, dass er sich vollständig aus der Politik zurückziehen werde. Im folgenden Monat legte er seinen Sitz im Parlament nieder. Er ist nunmehr als Vorsitzender der Hilfsorganisation International Rescue Committee in New York tätig und lebt dort auch. 2018 wurde er in die American Academy of Arts and Sciences gewählt.

## Schriften (Auswahl)
- Rescue: Refugees and the Political Crisis of Our Time. TED Books, 2017. ISBN 978-1-50115-439-3